# フォーシーズンズホテル丸の内東京
フォーシーズンズホテル丸の内東京（フォーシーズンズホテルまるのうちとうきょう、英: Four Seasons Hotel Tokyo at Marunouchi）は、東京都千代田区の丸の内に所在し、フォーシーズンズ・ホテルズが運営する高級ホテル。
2024年10月、東京のホテル内レストランとして、史上初のミシュランガイド三ツ星レストラン「SÉZANNE（セザン）」が誕生し、再注目されている。

## 概要
東京駅に隣接する複合ビル「パシフィックセンチュリープレイス丸の内」の3階から7階部分に、ビル開業の翌年オープンした。
ホテルの経営体は、土地を取得してビルを建設した香港のパシフィックセンチュリーグループ (PCCW) の日本法人の子会社「パシフィックセンチュリーホテル」で、運営はカナダ・トロントに本拠を置く「フォーシーズンズ・ホテルズ」があたっている。
極めて小規模なホテルであり、客室はスイートルーム9室を含む全57室で、付帯施設も飲料施設が2ヵ所、スパ、ビジネスセンター等最低限の施設しかなく、宿泊主体となっている。しかし、フォーシーズンズならではの高いクオリティとサービスを提供している。
客室には42型プラズマテレビ、高速インターネットアクセス、ファクス・コピー機・プリンター、DIDアクセスと複数の2回線電話が全室に装備されている。
日本におけるフォーシーズンズホテルとしては、1992年に文京区関口の椿山荘内にオープンした「フォーシーズンズホテル椿山荘東京」に続く2施設目だったが、藤田観光との業務提携契約終了に伴い、2013年1月1日、同ホテルは「ホテル椿山荘東京」にリブランドされた。このため、現在日本で営業しているフォーシーズンズホテルの中では最古参であり、当ホテルから約3km北西の近隣で2020年9月1日に「フォーシーズンズホテル東京大手町」が開業してからも営業を継続している。
2025年7月から2026年3月にかけて、香港に拠点を構える世界的な建築家 アンドレ・フー (André Fu) のデザインスタジオ「アンドレ・フー スタジオ (André Fu Studio)」が、客室全57室と1階ロビーのリノベーション（大規模リニューアル）を実施する予定で、この間に宿泊の利用はできないものの、レストラン（冒頭の SÉZANNE 含む）やバー、スパなどの利用は可能である。

## 設備
- SÉZANNE（フランス料理レストラン、2021年7月開店）
- MAISON MARUNOUCHI（フレンチ・ビストロ、2021年6月開店）
- ロビーラウンジ & バー
- THE SPA at Four Seasons
- スカイチャペル など

なお、「MOTIF RESTAURANT & BAR」は2021年1月21日をもって閉店している。

## 国内で営業している他のフォーシーズンズホテル
- フォーシーズンズホテル京都（123室のホテル客室と57室のホテルレジデンス、2016年10月15日開業）
- フォーシーズンズホテル東京大手町（190室、2020年9月1日開業）
- フォーシーズンズホテル大阪（175室、2024年8月1日開業）